# Moby Duck
Pour plus de détails, voir Fiche technique et Distribution.
Moby Duck est un court métrage américain Looney Tunes de 1965 réalisé par Robert McKimson, mettant en scène Speedy Gonzales contre Daffy Duck.

## Fiche technique
- titre original : Moby Duck
- réalisation : Robert McKimson
- scénario : John W. Dunn
- production : Warner Bros. Cartoons
- pays :  États-Unis
- genre : dessin animé de comédie
- langue : anglais
- durée : 6 minutes 27 secondes
- année de sortie : 1965

## Distribution
Voix :     
- Version originale : 
  - Mel Blanc : Daffy Duck et Speedy Gonzales
- Version française : 
  - Patrick Guillemin : Daffy Duck,
  - Michel Mella : Speedy Gonzales